# Колосистый
Колосистый — посёлок в Прикубанском внутригородском округе города Краснодара. Входит в состав Берёзовского сельского округа.

## География
Посёлок расположен в северо-западной части городского округа Краснодара и примыкает юго-восточной стороной к окраинным микрорайонам Краснодара. За поселком расположен ливневой канал, впадающий в реку Осечки.

## История
На месте нынешнего поселения и вблизи его в начале 1930-х годов были жилые строения. Одним из первых имён поселения является — Совхоз № 1 Донского речного пароходства. Затем его переименовали в Овоще-молочный совхоз «Калининский», а в начале 1970-х годов во 2-е отделение КНИИСХ. 11 марта 1977 года Решением исполкома горсовета поселению было присвоено наименование — Колосистый.
(Официальная выписка) 11 марта 1977 год. Исполком горсовета присвоил наименования населенным пунктам, расположенным на территории Ленинского, Первомайского и Советского районов города Краснодара (ранее они числились «безымянно», как поселки различных хозяйств): Колосистый (посёлок опытно-производственного хозяйства КНИИСХ имени П. П. Лукьяненко), Березовый, Лазурный, Индустриальный, Российский, Победитель, Дружелюбный, Плодородный, Зональный, Знаменский и Зеленопольский.

## Население
| 2002 | 2010  |
| ---- | ----- |
| 2035 | ↗2080 |

## Инфраструктура
В поселке функционируют СОШ № 68 и детский сад комбинированного вида № 163. Также, в поселке расположен молодежный тренировочный центр «Локомотив-Кубань». В поселке расположено много различных магазинов. Еще тут расположен Сквер «Памяти-Героям Танкистам».